# Juan Luis Galiardo
Juan Luis Galiardo (ur. 2 marca 1940 w San Roque; zm. 22 czerwca 2012 w Madrycie) – hiszpański aktor filmowy, teatralny i telewizyjny; okazjonalnie również producent filmowy. Trzykrotnie nominowany do Nagród Goya, zdobył statuetkę za rolę pierwszoplanową w filmie Żegnaj od serca (2000) José Luisa Garcíi Sáncheza.